# 금융지주회사
금융지주회사(Bank holding company)는 하나 이상의 은행을 통제하지만 꼭 은행 자체에 관여할 필요는 없는 지주회사이다. 이 기업들을 가리키는 용어로 뱅코프(bancorp, banc/bank + corp[oration)가 종종 사용된다.

## 미국
미국에서 금융지주회사는 1956년 금융지주회사법안에 따라 "은행을 통제하는 기업"을 의미한다. 미국 내 모든 금융지주회사는 연방준비제도의 이사회의 등록을 필요로 한다.